# Тротил (група)
 Тази статия е за музикалната група.  За взривното вещество вижте Тротил.  
„Тротил“ е българска хевиметъл група, популярна в средата на 80-те и началото на 90-те години в България. Музиката им се характеризира с тежки метални рифове и дрезгави по-късно високи вокали. Бандата постига популярност с песните „Лунатик“ (1987 г.) и „Воин“ (1988 г.). Тротил е считана за първата метъл група в България, основана от петима ученици от Френската гимназия. Първият им концерт, привлякъл вниманието на тогавашните медии, е през 1983 г. в читалище „Христо Ботев“ в София.

## История
Групата е основана през 1981 г. в град София от братята Александър Динев (китара) и Ивайло Динев (бас), Людмил Дуков (вокал), Николай Николов (китара) и Любомир Христов-Philthy (барабани). Групата се радва на голям успех сред феновете заради стила, в който се изявява, а именно хеви рок, повлиян от британски метъл групи като „Джудас Прийст“, „Айрън Мейдън“, „Саксън“, „Моторхед“, „Ю Еф Оу“, „Ей Си/Ди Си“. Името Тротил е заимствано от песента T.N.T. на AC/DC. През 1981 г. е и първият концерт на групата в софийското читалище „Неофит Бозвели“. Групата има още няколко концерта и в края на годината се разпада. Вокалистът Людмил напуска формацията и заминава в Унгария за да следва. От този период на групата е песента „Като безплътен мираж“ – инструментал в стила на ранните „Айрън Мейдън“, която оставя след себе си дузина счупени столове и скамейки в залите, в които свирят „Тротил“.
През пролетта на 1982 година се създава нова група, която по късно се преименува на „Тротил“. Новата формация сменя двама басисти и един барабанист, след което Ивайло Динев (бас) се завръща и групата е в състав: Александър Динев (китара), Дамян (вокал), Манол Гогов (барабани) и Ивайло Динев (бас). През 1983 година към групата се присъединява Орлин Колев (китара и вокал). Групата се преименува на „Параноя“. От този период е и скандалният концерт с група „Апокалипсис“ в читалище „Христо Ботев“, описан в статията „Децибелен Удар“ на вестник „Вечерни новини“. Група „Параноя“ са описани като проводник на „упадъчната“ западна култура и са сравнявани с американците от Кис, вероятно заради сценичния грим. Александър и Ивайло са посетени от органите на Държавна сигурност, Орлин Колев напуска и група Параноя се разпада. Следващата година групата отново се събира и свири в залите „Емил Марков“ и „Лилия Карастоянова“ и на абитурентския бал на Александър Динев в НДК, вече под името Тротил. През септември Александър е призован на задължителната по онова време военна служба и групата преустановява дейност. От този период са песните „Тигър“ и „Спасителят“, а стилът на групата е повлиян от „Блек Сабат“, „Меноуър“, „Дио“ и „Туистед Систър.“

## Участници в групата[4]

### Настоящи членове
- Александър Динев – соло-китара, вокали (1981 – до сега) бивш Високо напрежение
- Ивайло Динев – бас, вокали (1981 – до сега) бивш Високо напрежение, бивш RP Band
- Драгомир Драгиев – вокал, клавир (2003 – до сега) бивш Moria, Glamour, GlocK,
- Емил Стоев – ударни (2015 – до сега) бивш Valitchy, бивш Crystal Neverland
- Евгени Димитров – китара, вокали (1987 – 1989), (2018 – до сега) бивш Озон

### Бивши членове
- Людмил Дуков – вокал (1981)
- Константин Елшишки – вокал (1987 – 1995), (2010) бивш Високо напрежение, Zombie Bar
- Васил Арангелов – вокал (1991) бивш Маратон, бивш Атила, бивш Епизод, бивш Акцент
- Юлиан Константинов – вокал (1991) бивш Феникс, Кокаин
- Бойко Ковачев – вокал, китара (2000) бивш Атила, бивш Б.Т.Р., бивш BG Rock, PowerDrive
- Любомир Митев – китара, вокали (1989 – 1990)
- Любчо „Филти“ – ударни (1981 – 1984), бивш D.D.T.
- Манол Гогов – ударни (1987 – 1989), (1994 – 2003) бивш Озон
- Александър Ценов – ударни (1988)
- Велимир Златарев – ударни (1989 – 1990)
- Кирил Георгиев – ударни (1990 – 1991), (2006) бивш Подуене блус бенд, бивш Тарантино (2007 - 2008)
- Дамян – вокал (1982 – 1984)
- Орлин Колев – китара (1983) бивш O.K. Girls!
- Христо Ангов – вокал (неизв.) бивш Б.Т.Р., бивш Comatose, бивш Атлас, бивш Fat Bertha, бивш Бабо Бабо

## Дискография
| Demo                                | Demo        | 1988 |         |
| Lunatic – Warrior                   | Single      | 1990 | 2 (84%) |
| Нощ (Night)                         | Full-length | 1995 |         |
| Trotyl The Best Remixes 1984 – 2004 | Full-length | 2004 |         |
| Fire Ice (Алекс – Драго)            | Full-length | 2010 |         |
| Свежа кръв (Ивайло – Коце)          | Full-lenght | 2010 |         |
| Masters of War – AOD                | Single      | 2018 |         |
| Wake up Now – Heretic               | Single      | 2020 |         |